# Hay (Washington)
Hay es un área no incorporada ubicada en el condado de Whitman en el estado estadounidense de Washington.

## Geografía
Hay se encuentra ubicado en las coordenadas 46°40′44″N 117°54′57″O / 46.67889, -117.91583.